# 1968年の全日本ロードレース選手権
1968年の全日本ロードレース選手権 (1968ねん の ぜんにほんロードレースせんしゅけん) は、1968年3月24日の富士ロードレース大会で開幕し、同年10月27日の鈴鹿ロードレース大会で閉幕した全6戦による1968年シーズンの全日本ロードレース選手権である。
トップカテゴリーであるセニア251cc以上クラスチャンピオンは松永喬（ホンダ）が獲得した。

## 1968年シーズン
第4戦富士大会は台風4号の進路となっていたため強風と雨に見舞われ、7月28日に予定されていた250cc/251cc以上クラスによる2時間レースが開催できなかった。同レースは9月29日に延期開催された。
発表された本年度シリーズカレンダーでは10月13日決勝開催予定で世界選手権・第6回日本グランプリロードレース大会（富士）が予定され、このレースに参戦した日本人選手の順位に対して全日本選手権ポイントが付与されることになっていたが、9月6日付けでMFJより「日本GP開催をFIMに返上し、本年を含む当面の間その開催を見送る。」と発表された。このため、10月27日に開催される鈴鹿大会のイベント名は「全日本選手権第7戦」だったものが、9月の発表以降は第6戦に改められた。
日本グランプリという大会名は翌年からも継続し、全日本ロードレース選手権の1戦として開催されることとなった。このGP大会の開催方式は1987年に世界選手権開幕戦としてFIMの世界選手権カレンダーに復帰するまで20年間続くこととなった。

## スケジュールおよび勝者
| Rd.          | 決勝日          | 開催イベント                                          | 251cc以上 優勝     | 250cc 優勝         | 125cc 優勝         | 90cc 優勝        |
| ------------ | --------------- | ----------------------------------------------------- | ------------------ | ------------------ | ------------------ | ---------------- |
| 1            | 3月24日         | 全日本選手権 富士ロードレース大会                     | ―                  | 河崎裕之           | 高橋幹男           | 神谷良明         |
| 2            | 4月21日         | 全日本選手権 鈴鹿ロードレース大会                     | 松永喬             | 福田剛司           | 馬場忠雄           | 神谷良明         |
| 3            | 6月2日          | 全日本選手権 鈴鹿ロードレース大会                     | 松永喬             | 金谷秀夫*          | 馬場忠雄           | 神谷良明*        |
| 4            | 7月27日 9月29日 | 全日本選手権 富士ロードレース大会                     | 太田耕治           | 和田正宏           | 大沢安男           | 神谷良明         |
| 5            | 8月15日         | 鈴鹿10時間耐久レース                                  | 菱木哲哉・隅谷守男 | 伊波朝夫・伊藤吉雄 | 馬場忠雄・森井一夫 | 小田豊・神谷良明 |
| 中止         | 10月13日        | 世界選手権第6回日本グランプリロードレース大会（富士） | 開催キャンセル     | 開催キャンセル     | 開催キャンセル     | 開催キャンセル   |
| 6            | 10月27日        | 全日本選手権 鈴鹿ロードレース大会                     | 松永喬*            | 和田正宏           | 菱木哲也* (J)      | 高井幾次郎 (J)   |
| チャンピオン | チャンピオン    | チャンピオン                                          | 松永喬             | 和田正宏           | 馬場忠雄           | 神谷良明         |

- *印の勝者はレース総合優勝ではなく混走したクラス別優勝者。
- 第4戦富士大会は台風のため、250cc/251cc以上クラスのレースが9月29日に延期開催された。

## 表彰
- MFJ最優秀選手
  - セニア部門： 松永喬（テクニカルスポーツ）
  - ジュニア部門： 角谷新二（鈴鹿レーシングチーム）

## ポイントランキング
| 順位     | 1位 | 2位 | 3位 | 4位 | 5位 | 6位 |
| ポイント | 8   | 6   | 4   | 3   | 2   | 1   |
| -------- | --- | --- | --- | --- | --- | --- |

- クラス参戦台数が少ない場合、5位や6位でチェッカーを受けてもポイントが与えられないケースがある。
- 251cc以上と250ccクラスは第4戦富士大会が台風のため9月29日に延期開催された。そのためこの2クラスは第5戦と第4戦の開催順が入れ替わっている。

### 251cc以上
| 順位 | No. | ライダー   | 使用車両 | 2 SUZ | 3 SUZ | 5 SUZ | 4 FSW | 6 SUZ | ポイント |
| ---- | --- | ---------- | -------- | ----- | ----- | ----- | ----- | ----- | -------- |
| 1    |     | 松永喬     | ホンダ   | 1     | 1     | 4     |       | 1     | 27       |
| 2    |     | 隅谷守男   | ホンダ   | 2     |       | 1     |       | 3     | 18       |
| 3    |     | 伊谷謙治   |          | 3     |       | 2     | 2     |       | 16       |
| 4    |     | 太田耕治   | ホンダ   |       |       |       | 1     |       | 8        |
| 5    |     | 矢野啓司   | ホンダ   |       |       |       |       | 2     | 6        |
| 6    |     | 高武富久美 | ホンダ   |       |       | 4     |       |       | 3        |

### ジュニア区分
| ライセンス | クラス    | チャンピオン | マシン | チーム                 |
| ---------- | --------- | ------------ | ------ | ---------------------- |
| ジュニア   | 251cc以上 | 菱木哲哉     |        | ブルーヘルメットMS     |
| ジュニア   | 250cc     | 谷口茂夫     |        | スズカササキチーム     |
| ジュニア   | 125cc     | 森井一夫     |        | 浜松エスカルゴ         |
| ジュニア   | 90cc      | 酒井奎吾     |        | 中部スポーツライダース |
| アマ       | 251cc以上 | 中山仁       |        | 茅ヶ崎ファルコン       |
| アマ       | 250cc     | 大脇俊夫     |        | 平和レーシングチーム   |
| アマ       | 125cc     | 鈴木聖弘     |        | 平和レーシングチーム   |
| アマ       | 90cc      | 角谷新二     | ホンダ | 鈴鹿レーシングチーム   |